# Casa Arruba

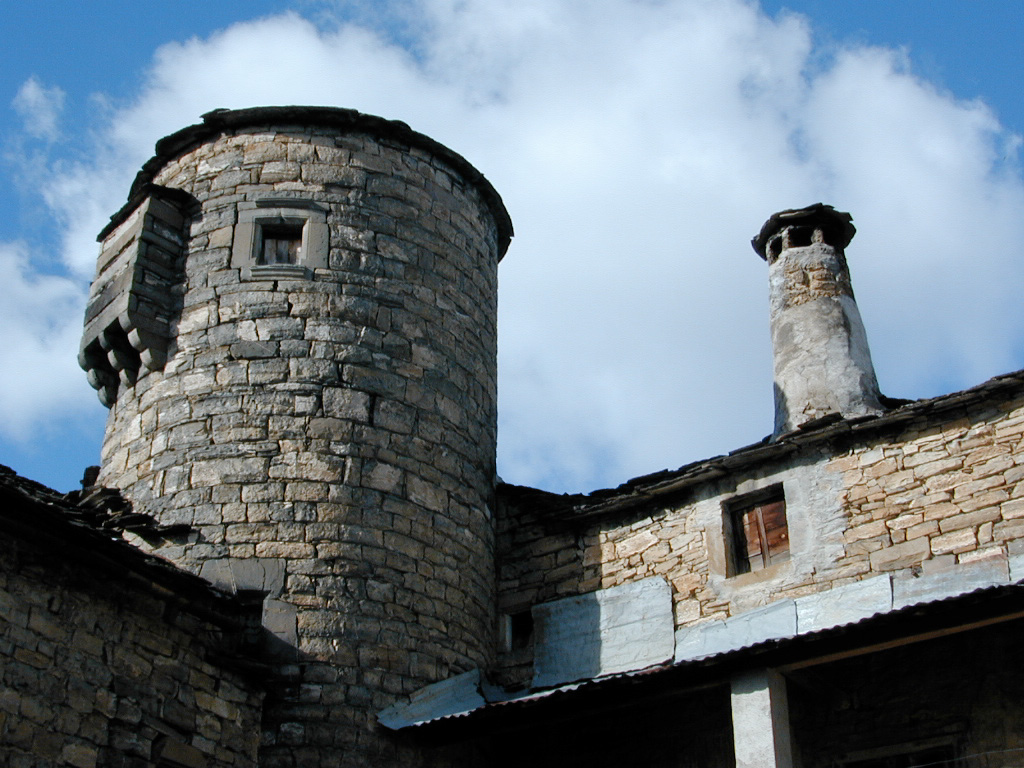
Torre circular con matacán y chimenea

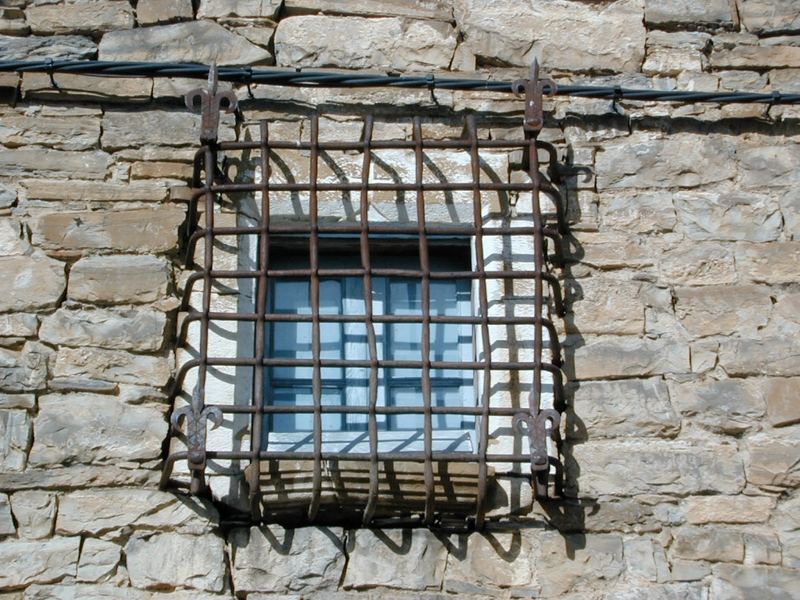
Ventana con reja de hierro

Casa Ruba es un monumento declarado Bien de Interés Cultural que comparte escenario con Casa del Señor. Estas dos casas torreadas se ubican en Fanlo, una de las localidades más altas del Pirineo de Huesca (1400m) localizada en el corazón del parque nacional de Ordesa y Monte Perdido. Este lugar da nombre a su municipio y pertenece a la comarca de Sobrarbe, provincia de Huesca, Aragón, España.

## Descripción
Casa Arruba es un enorme caserón con patio interior y distribución en forma de U. Está compuesta por varias edificaciones fruto de numerosas ampliaciones. El conjunto data del siglo XVI y posteriormente se han realizado nuevas intervenciones. Además del bloque destinado para vivienda destaca
una torre defensiva de planta cilíndrica en la que todavía se conserva el matacán, este torreón sirve además como cubierta de la capilla particular con que cuenta esta residencia. Aparecen fechas grabadas que permiten datar las diferentes fases de construcción como 1610 o 1622. Destaca como muestra de arquitectura popular aragonesa la enorme chimenea cilíndrica.

## Historia
La construcción original data del siglo XVI, produciéndose ampliaciones durante los siglo XVII, XVIII y XIX.